# Kasan Butcher
Pour les articles homonymes, voir Butcher.
Kasan Butcher est un acteur, scénariste et producteur américain né le 7 avril 1973 à Glen Cove, Long Island (États-Unis).

## Filmographie

### comme acteur
- 1998 : Show and Prove de Marc Pitre : SofTee
- 2000 : Graine de héros (Up, Up, and Away!) (TV) : Adam / Silver Charge
- 2003 : Jeepers creepers 2 - le chant du diable (Jeepers Creepers II) de Victor Salva : Kimball 'Big K' Ward
- 2003 : Tapped Out (en) d'Allan Ungar : Bryan
- 2004 : Instinct vs. Reason (vidéo) d'Andrew Koenig : Instinct
- 2005 : El Mariachi negro : Eddie
- 2006 : Menace solaire (Solar Flare  US -Solar destruction UK) : Corey Welles de Fred Olen Ray

### comme scénariste
- 2005 : El Mariachi negro

### comme producteur
- 2005 : El Mariachi negro